# Scharkent
Scharkent (kasachisch und russisch Жаркент; uigurisch ياركەنت oder يەركەت; bis 1991 Panfilow/Панфилов) ist eine Stadt im Gebiet Schetissu in Kasachstan.

## Geografie
Scharkent liegt im Dsungarischen Alatau, die Umgebung ist stark vom Gebirge geprägt. Die Stadt selbst liegt im Össektal rund 30 Kilometer von der Grenze zu China entfernt. Die Entfernung bis nach Almaty beträgt 345 Kilometer, bis nach Taldyqorghan 290 Kilometer. Scharkent ist das Verwaltungszentrum des Bezirks Panfilow.

## Bevölkerung
Bei der Volkszählung 1999 hatte Scharkent 32.656 Einwohner. Die Volkszählung 2009 ergab für den Ort eine Einwohnerzahl von 33.350. Bei der letzten Volkszählung 2021 lebten 52.361 Menschen in Scharkent. Die Fortschreibung der Bevölkerungszahl ergab zum 1. Januar 2025 eine Einwohnerzahl von 53.265. Die Bevölkerung besteht überwiegend aus Uiguren (52 Prozent) und Kasachen (33 Prozent), daneben gibt es kleinere Minderheiten von Russen und Dunganen.
| Einwohnerentwicklung               | Einwohnerentwicklung | Einwohnerentwicklung | Einwohnerentwicklung | Einwohnerentwicklung | Einwohnerentwicklung | Einwohnerentwicklung | Einwohnerentwicklung | Einwohnerentwicklung |
| 1897                               | 1939                 | 1959                 | 1970                 | 1979                 | 1989                 | 1999                 | 2009                 | 2021                 |
| ---------------------------------- | -------------------- | -------------------- | -------------------- | -------------------- | -------------------- | -------------------- | -------------------- | -------------------- |
| 16.094                             | 11.322               | 12.434               | 19.173               | 23.997               | 31.106               | 32.656               | 33.350               | 52.361               |
| Anmerkung: Volkszählungsergebnisse |                      |                      |                      |                      |                      |                      |                      |                      |

## Geschichte
Archäologische Funde in der Region belegen, dass Scharkent einst ein befestigter Ort an der Seidenstraße war. Die Geschichte der heutigen Stadt beginnt aber erst gegen Ende des 19. Jahrhunderts. Alexei Kuropatkin, General der russischen Armee wurde beauftragt, einen geeigneten Ort zu finden, an dem das Zentrum eines Landkreises errichtet werden konnte. So wurde 1882 am Ort einiger alter Uigurendörfer der Ort Dscharkent gegründet. Bewohnt war er zunächst fast nur von Kosaken, die hier die Ostgrenzen des Russischen Kaiserreiches sichern sollten.
Der Entwicklung des Ortes wurde große Bedeutung beigemessen. Es wurden eine Brauerei und eine Tabakfabrik gegründet, da es in der Region gute Voraussetzungen für den Anbau von Tabak gab. In den Geschäften gab es chinesische und russische Waren und Handwerker versorgten Reisende mit notwendigen Materialien. Seit 1891 besitzt Dscharkent die Stadtrechte. Von 1942 bis 1991 wurde die Stadt Panfilow genannt, nach dem russischen Militär des Zweiten Weltkrieges Iwan Panfilow, der 1941 gestorben ist. Nach der Unabhängigkeit Kasachstans wurde der Ort 1991 in Scharkent umbenannt.

## Kultur und Sehenswürdigkeiten
Überregional bekannt ist die Scharkenter Moschee. Bei dieser handelt es sich um eine Moschee komplett aus Holz und gegen Ende des 19. Jahrhunderts errichtet. Es wird gesagt, dass ihr Stifter, der uigurische Geschäftsmann Walibai Achun Juldaschew, beim Bau keine Nägel verwendet haben wollte. Das Gebäude orientiert sich stark an der Architektur buddhistischer Pagoden. Ein weiteres Bauwerk ist die Prophet-Elija-Kirche.

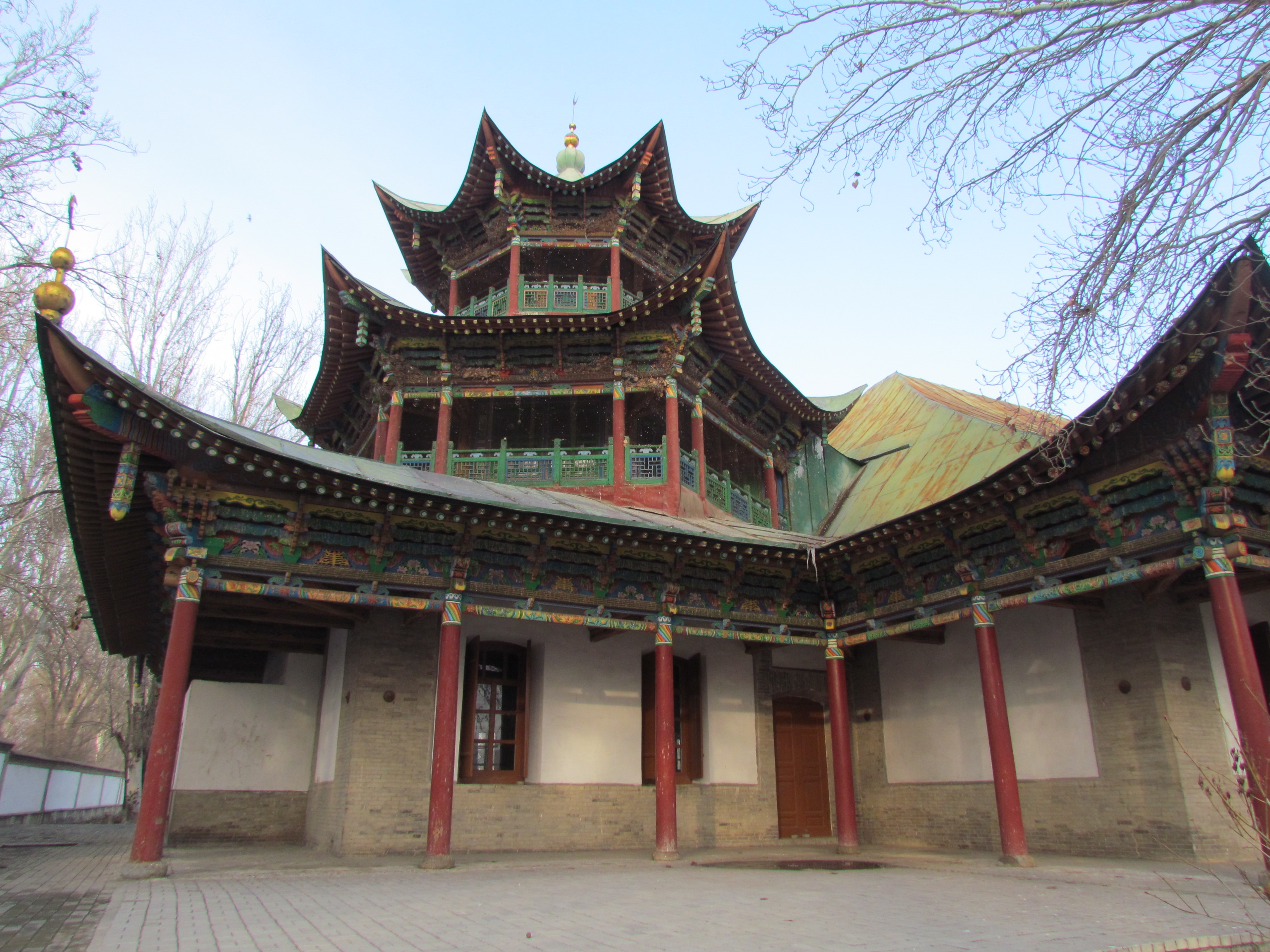
Moschee von Scharkent, heute ein Museum
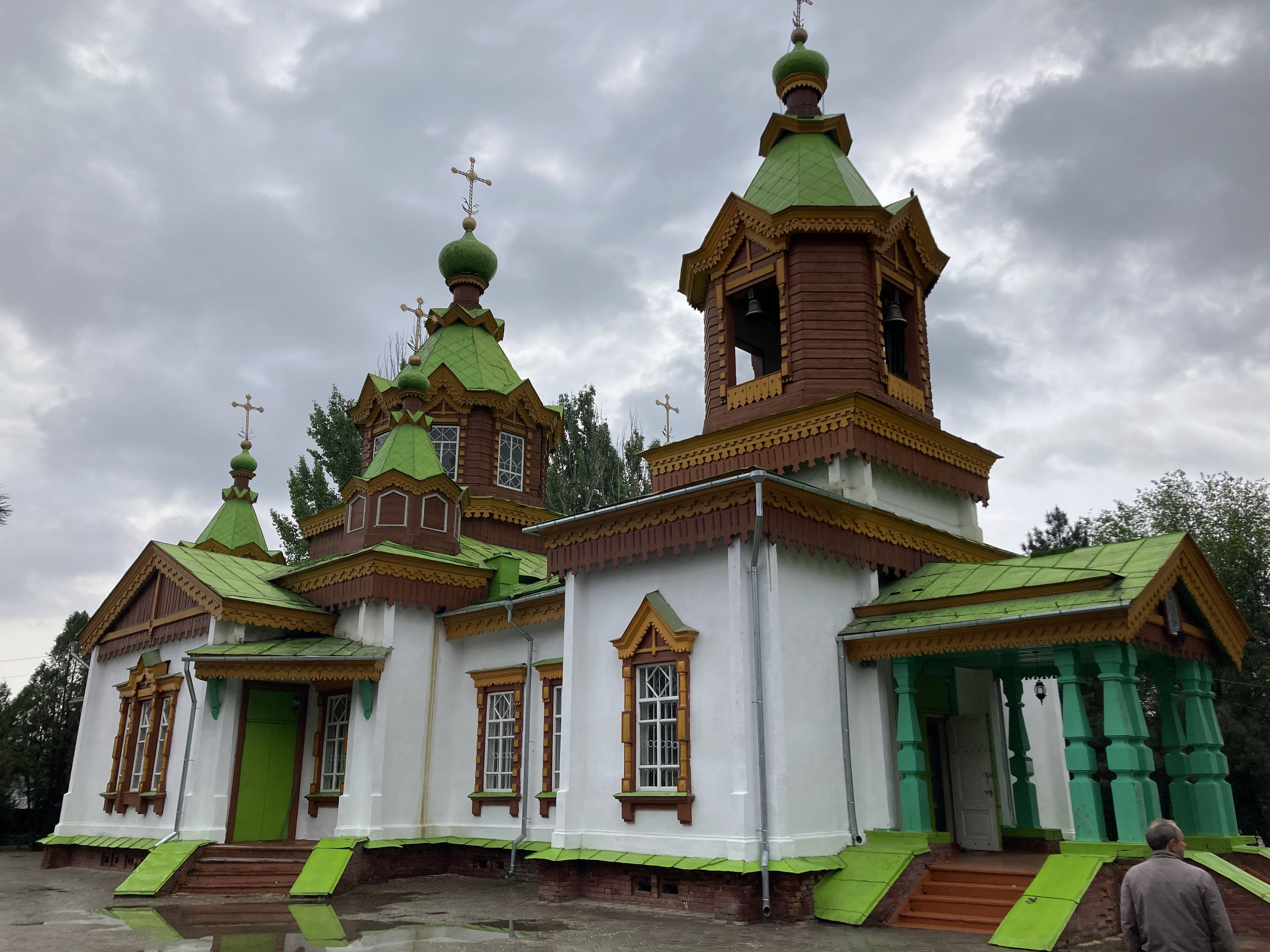
Die Prophet-Elija-Kirche

## Söhne und Töchter der Stadt
- Qairat Äbdirachmanow (* 1964), Politiker und ehemaliger Außenminister